# Antoni Owsionka

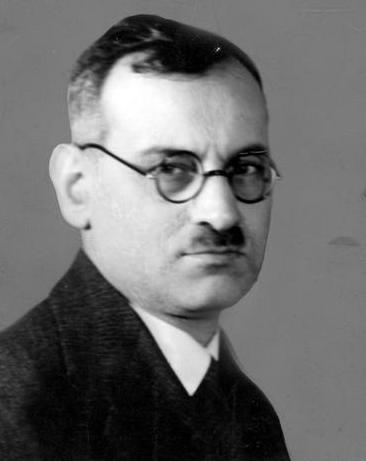
Antoni Owsionka

Antoni Owsionka, ps. „Kazimierz” (ur. 16 stycznia 1892 w Ślemieniu, zm. 4 sierpnia 1944 w Warszawie) – major audytor Wojska Polskiego, działacz niepodległościowy, kawaler Orderu Virtuti Militari, doktor praw.

## Życiorys
Urodził się 16 stycznia 1892 w Ślemieniu, w ówczesnym powiecie żywieckim Królestwa Galicji i Lodomerii, w rodzinie Andrzeja i Marii (Marianny) z domu Habermann. Był młodszym bratem Jana (1890–1920), także żołnierza Legionów i Wojska Polskiego.
W 1911 ukończył c. k. Gimnazjum Męskie w Sanoku (w jego klasie byli m.in. Józef Dąbrowski, Edward Kielar, Aleksander Ślączka – późniejsze ofiary zbrodni katyńskiej; Julian Krzyżanowski, Kazimierz Niedzielski, Kazimierz Piech).
W czasie I wojny światowej walczył w Legionach Polskich. W latach 1919–1920 był szefem łączności 4 Dywizji Piechoty. 9 września 1920 został zatwierdzony w stopniu kapitana z dniem 1 kwietnia 1920, „w Korpusie Wojsk Łączności, w grupie byłych Legionów Polskich”.
1 czerwca 1921 był „odkomenderowany” na studia w Krakowie, pozostając w ewidencji I batalionu zapasowego telegraficznego. 3 maja 1922 został zweryfikowany w stopniu kapitana ze starszeństwem od 1 czerwca 1919 i 23. lokatą w korpusie oficerów łączności, a jego oddziałem macierzystym był wówczas 2 pułk łączności w Jarosławiu. We wrześniu 1922 został przeniesiony z korpusu oficerów łączności do korpusu oficerów sądowych. W 1923 pełnił służbę w Wojskowym Sądzie Okręgowym Nr IV w Łodzi. W następnym roku został przeniesiony do Wojskowego Sądu Okręgowego Nr II w Lublinie. 12 kwietnia 1927 prezydent RP nadał mu stopień majora z dniem 1 stycznia 1927 i 6. lokatą w korpusie oficerów sądowych. W 1928 pełnił służbę w Departamencie Sprawiedliwości Ministerstwa Spraw Wojskowych, a w 1932 w Biurze Personalnym MSWojsk. 9 kwietnia 1934 Prezydent RP mianował go sędzią orzekającym w wojskowych sądach okręgowych, a minister spraw wojskowych przeniósł z dniem 1 kwietnia 1934 z dyspozycji szefa Departamentu Sprawiedliwości MSWojsk. do dyspozycji ministra poczt i telegrafów na okres sześciu miesięcy. Następnie Minister Spraw Wojskowych przedłużył mu praktykę w Ministerstwie Poczt i Telegrafów o jeden miesiąc po czym przeniósł z dniem 31 października 1934 w stan spoczynku.
Praktykę odbył na stanowisku wicedyrektora Dyrekcji Okręgowej Poczt i Telegrafów w Warszawie. 1 grudnia 1934 został wyznaczony na stanowisko dyrektora Departamentu Poczty w Ministerstwie Poczt i Telegrafów. Obowiązki dyrektora departamentu pełnił do września 1939.
Zginął 4 sierpnia 1944, w czasie Powstania Warszawskiego, jako członek Obywatelskiej Straży Bezpieczeństwa na terenie XXII Obwodu AK Żoliborz Warszawskiego Okręgu Armii Krajowej.
Był żonaty, miał córkę Marię Hannę (ur. 2 listopada 1930).

## Ordery i odznaczenia
- Krzyż Srebrny Orderu Wojskowego Virtuti Militari nr 124[2] – 17 maja 1921[22]
- Krzyż Niepodległości – 16 września 1931 „za pracę w dziele odzyskania niepodległości”[23][24]
- Krzyż Oficerski Orderu Odrodzenia Polski – 10 listopada 1938 „za zasługi w służbie państwowej”[25]
- Krzyż Kawalerski Orderu Odrodzenia Polski – 8 listopada 1930 „za zasługi na polu organizacji i administracji wojska”[26][27]
- Krzyż Walecznych[28]
- Złoty Krzyż Zasługi – 17 marca 1930 „za zasługi na polu administracji wojska”[29][30]
- Medal Pamiątkowy za Wojnę 1918–1921[31]
- Medal Dziesięciolecia Odzyskanej Niepodległości[31]